# 若い男女と犬のいる室内
『若い男女と犬のいる室内』（わかいだんじょといぬのいるしつない、英: Interior with a Young Couple and a Dog）、または『若い男女のいる室内』（わかいだんじょのいるしつない、蘭: Interieur met een jong stel、英: Interior with a Young Couple）は、オランダ絵画黄金時代の画家ピーテル・デ・ホーホが1662年に板上に油彩で描いた絵画である。1913年にベンジャミン・アルトマンから寄贈されて以来、ニューヨークのメトロポリタン美術館に所蔵されている。

## 作品
デ・ホーホはとりわけ室内の情景を描くのに長けていたが、そこでは光が精緻に組み合わされた長方形の部屋に差し込む様が捉えられている。開いたドア、カーテンのある室内、ベッド、片側に窓のある後退していく壁などは、1658-1660年ごろにデ・ホーホが制作した何点かの絵画に登場するものである。その絵画空間は、富裕な人々の私生活を垣間見せてくれる背景となっている。デ・ホーホの絵画中、最も直線的な意匠を持つものの1つとなっている本作は、寝室で若い男女が親密な時間を過ごしている姿を描いている。女性は鏡を覗きこみ、男性は犬と戯れている。
この絵画は、1910年に研究者ホフステーデ・デ・フロートにより以下のように記述されている。
74番。寝室にいる2人の人物と犬。ホフステーデ・デ・フロート (の以前の著作で) 71番。女性が右側の窓のそばに立っている。男性が彼女の左側に座り、犬を手招きしている。 左側には、金メッキをした革が掛けられている別の部屋が見える。右側には、ファン・デル・ホープのコレクション中の絵画 (71番) にあるベッドと似たベッドがあり、同じような緑色のカーテンがある。この絵画は (画家の) 最盛期の1665年ごろの制作で、ルーヴル美術館にある大きな作品 (255番) を想起させる。人物像は硬い。キャンバス (?)、縦21インチ、横23と1/2インチ。パリの故ロドルフ・カンヌ (Rodolphe Kann) のコレクションにあったが、そのコレクションとともに1907年8月にロンドンのデュヴィーン兄弟に購入された。